# Hradec Králové
Hradec Králové (pronúncia en txec:ˈɦradɛts ˈkraːlovɛː), Königgrätz en alemany, és la capital de la regió de Hradec Králové (República Txeca).

## Fills il·lustres
- Alois Jedliczka (1821-1894), compositor i musicòleg.